# Lagos Real Fake Life
Lagos Real Fake Life es una película de comedia nigeriana de 2018 dirigida por Mike Ezuruonye. Está protagonizada por un elenco, en su mayoría, nollywoodense como Nedu Wazobia, Mercy Aigbe, Nonso Diobi, Annie Idibia, IK Ogbonna, MC Lively y Efe Irele junto a la actriz ghanesa, Hailliote Sumney. La película retrata los estilos de vida artificiales de personas que visitan o residen en Lagos, en su mayoría jóvenes.
Fue producida por Swift Angel Production con un presupuesto estimado en más de 30 millones de nairas.

## Sinopsis
Basada en escenarios de la vida real, muestra los estilos de vida de algunos residentes y visitantes de la ciudad de Lagos, Nigeria.

## Elenco
- Nedu Wazobia
- Mercy Aigbe
- Nonso Diobi como Emeka
- Annie Idibia
- IK Ogbonna
- MC Lively
- Efe Irele
- Mike Ezuruonye como Chidi
- Rex Nosa
- Uzee Usman como hermano de Amina
- Odunlade Adekola
- Sr. Jollof
- Josh 2 Funny como vendedor de telas de Okirika
- Hailliote Sumney
- Hadiza Gabon como Amina
- Nikky Ufondu
- Emmanuella
- Mong Kalu
- Peggy Henshaw

## Lanzamiento y recepción
Su director, Mike Ezuruonye, anunció que  se estrenaría el 16 de febrero de 2018 en todos los cines de Nigeria. La película se estrenó en Palm Mall, Lekki, Lagos el 16 de noviembre de 2018. 
Fue catalogada por The Cable como una de las 10 mejores para ver durante el fin de semana. Aunque algunos críticos la consideraron mal interpretada y producida; otros, sin embargo, la elogiaron por mostrar diversidad y transmitir un alivio cómico. Para noviembre de 2019, ya había llegado a la plataforma Netflix.